# Distrito de Gumla
Gumla (en hindi; गुमला जिला) es un distrito de la India en el estado de Jharkhand. Código ISO: IN.JK.GU.
Comprende una superficie de 9091 km².
El centro administrativo es la ciudad de Gumla.

## Demografía
Según censo 2011 contaba con una población total de 1 025 656 habitantes, de los cuales 510 926 eran mujeres y 514 730 varones.